# Sol Nascente (distintivo)

Versão atual do distintivo do Sol Nascente do Exército Australiano, usado desde 1991.

O distintivo do Sol Nascente (em inglês:  Rising Sun badge), também conhecido como Distintivo de Serviço Geral ou Distintivo do Exército Australiano, é a insígnia oficial do Exército Australiano e é usado principalmente na aba de um chapéu de dobra ou, menos frequentemente, na frente de um boné pontudo para os militares do Exército que preenchem certas missões cerimoniais. O distintivo é facilmente identificado com o espírito do ANZAC, a lenda do soldado australiano (o digger, ou " escavador"), e o espírito de corpo do próprio Exército, devido à sua associação com os desembarques de Gallipoli em 1915. Hoje, os novos recrutas recebem o distintivo junto com a emissão inicial do equipamento, o que acontece nos primeiros três dias de alistamento.

## História

### Origens
As origens do emblema do Sol Nascente são contestadas. Os desenhos do sol nascente apareceram nas primeiras moedas coloniais australianas e nas insígnias militares décadas antes da federação das colônias australianas em 1901, e podem ter representado a imagem da Austrália como "uma nação jovem" e uma "nova Britânia".
Já na década de 1820, o símbolo do sol nascente era usado por várias organizações progressistas, vagamente caracterizadas sob a bandeira "Advance Australia". O brasão do sol nascente usado nos brasões coloniais e estaduais de Nova Gales do Sul foi retirado do brasão usado no primeiro Advance Australia Arms, por volta de 1821, e de forma consistente desde então. O exemplo mais antigo conhecido é o brasão "Advance Australia" (nomeado por causa da inscrição do lema), que se tornou amplamente utilizado em Nova Gales do Sul e nas colônias vizinhas por empresas privadas e indivíduos. Embora nunca tenham tido qualquer status oficial, formaram a base para vários brasões oficiais, incluindo o brasão da Nova Gales do Sul. A representação abaixo foi supostamente pintada para Thomas Silk, filho do capitão do Prince of Orange, um navio de condenados que visitou Sydney em 1821. O símbolo tocou a população pré-federação e muitos exemplares ainda existem na arquitetura colonial.

### Uso militar

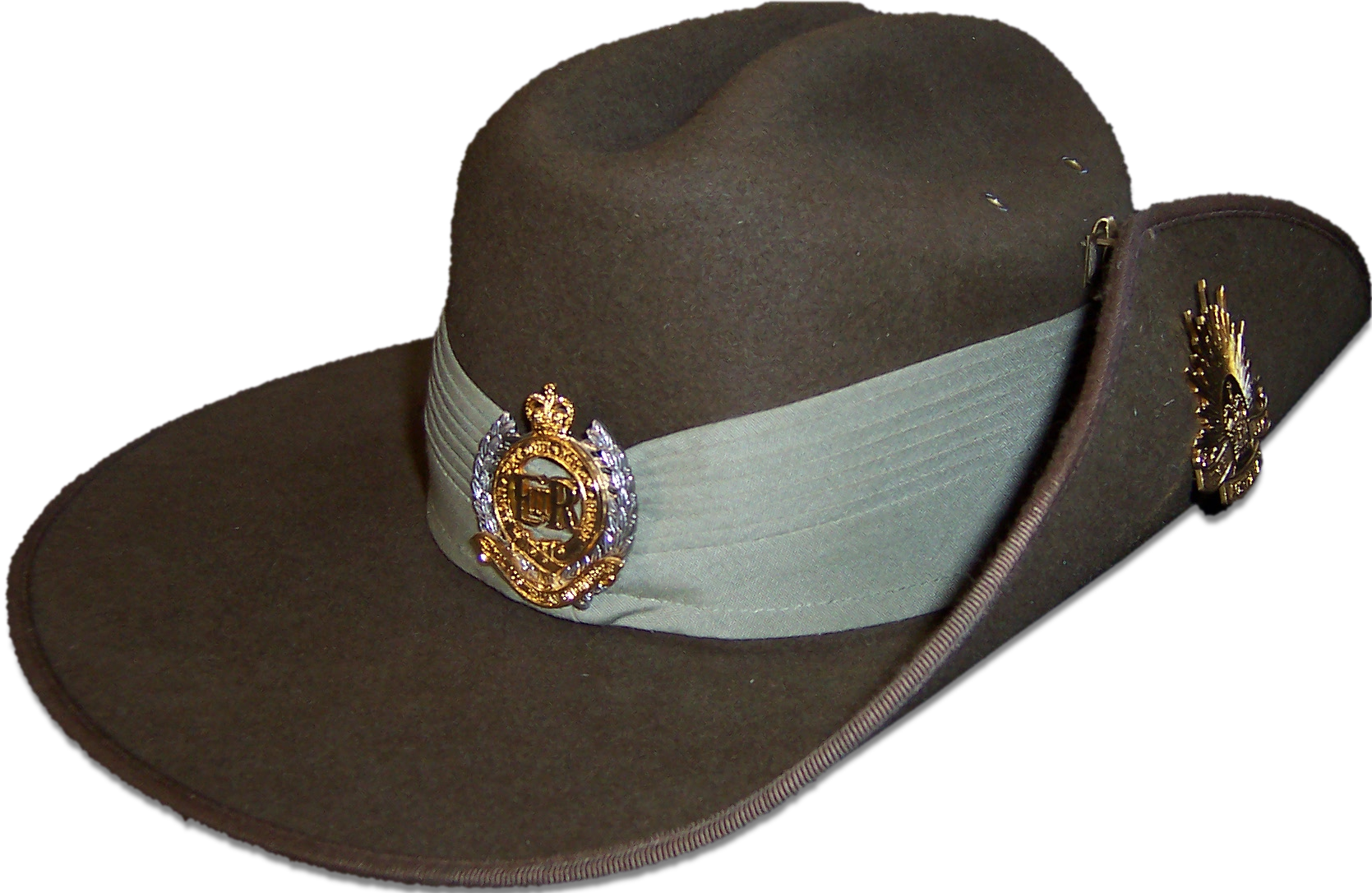
Chapéu dobrado do Exército Australiano, detalhando o uso do emblema do Sol Nascente na aba virada para cima.

Em 1902, procurou-se com urgência um distintivo para os contingentes australianos recrutados após a Federação para servir na África do Sul durante a Segunda Guerra dos Bôeres. A versão mais amplamente aceita da origem do distintivo atribui a seleção de seu desenho a um oficial britânico, o Major-General Sir Edward Hutton, o recém-nomeado oficial-general em comando das Forças Militares Australianas. O desenho foi usado pela primeira vez pelo Australian Commonwealth Horse. Hutton já havia recebido um "Troféu d'Armas" como presente do Major Joseph Gordon, um conhecido militar de longa data, composto por espadas montadas de corte e estocada e baionetas triangulares Martini-Henry dispostas em semicírculo em torno de uma coroa de latão. Para Hutton, o escudo simbolizava a coordenação das Forças Navais e Militares da Commonwealth. Três desenhos diferentes foram criados e formaram a base de um novo desenho criado em 1903, e que foi posteriormente adotado como Distintivo de Serviço Geral em 1911. O emblema original trazia as palavras "Forças Militares da Comunidade Australiana" no pergaminho na parte inferior. No entanto, como o desenho original foi criado às pressas, ele foi posteriormente redesenhado, e essa era a forma do distintivo usado pelos soldados da Primeira Força Imperial Australiana na Primeira Guerra Mundial e da Segunda Força Imperial Australiana (2ª AIF) na Segunda Guerra Mundial, sendo utilizado tanto no chapéu dobrado quanto na túnica, sendo também utilizado em alguns distintivos regimentais.
Houve referências sardônicas de escavadores à semelhança do emblema com o logotipo da conhecida linha de geléias e molhos "Rising Sun" de Abel Hoadley, mas se isso deu origem ao nome universalmente aceito do emblema está aberto a conjecturas.
Desde a sua criação, a forma básica da versão de 1904 permaneceu inalterada, embora tenham sido feitas modificações no texto do pergaminho e no estilo da coroa. Notavelmente, embora nenhum distintivo tenha sido gravado com a expressão "Força Imperial Australiana", essa expressão foi usada como desenho de lápide em túmulos de guerra. Em 1945, o Departamento do Exército recomendou o uso de dois distintivos separados para os túmulos de guerra do Exército na Segunda Guerra Mundial, para distinguir entre os membros da 2ª AIF e a Milícia (mais tarde Reserva do Exército Australiano). Posteriormente, a inscrição "Força Imperial Australiana" apareceu apenas nos emblemas das lápides dos membros da 2ª AIF.

### Alterações no desenho
Em 1949, quando os distintivos de Corpo e de Regimento foram reintroduzidos, o distintivo foi alterado novamente. O texto do pergaminho foi alterado para "Forças Militares Australianas", excluindo a palavra "Commonwealth". No entanto, o distintivo anterior permaneceu em uso comum nas unidades de treinamento de recrutamento até pelo menos o final da década de 1960.
Após a ascensão de Sua Majestade a Rainha Elizabeth II ao trono, a Coroa no distintivo foi consequentemente alterada da Coroa do Rei (Tudor) para a Coroa de Santo Eduardo na versão de 1956.
Em 1969, o distintivo foi novamente modificado para incorporar a Estrela da Federação e a Coroa Torse da versão original de 1902 do emblema. Em 1972, o texto do pergaminho foi encurtado novamente para "Austrália". No entanto, devido ao número de distintivos mais antigos ainda em estoque, este emblema não foi produzido para emissão até o final da década de 1980.
Em 1991, foi produzido um novo desenho que retornou a um modelo um semelhante ao do emblema original da Primeira Guerra Mundial, para coincidir com a comemoração do 75º aniversário dos combates em Galípoli. A inscrição no pergaminho foi alterada novamente e agora diz "O Exército Australiano" (em inglês:  The Australian Army).
Em 1995, o distintivo foi alterado pela última vez quando o metal foi trocado da liga de alumínio 1160, retornando-o ao latão pela primeira vez desde a Segunda Guerra Mundial, mas com placa de cobre e ouro, ao mesmo tempo em que elevava a coroa e as armas. As agulhas que possuía em 1914 foram reintroduzidos, devolvendo-o ao seu traçado tradicional. A versão usada hoje é a sétima iteração do desenho usado como Distintivo de Serviço Geral.

## Desenvolvimento do desenho

Conceito original do Major Gordon.
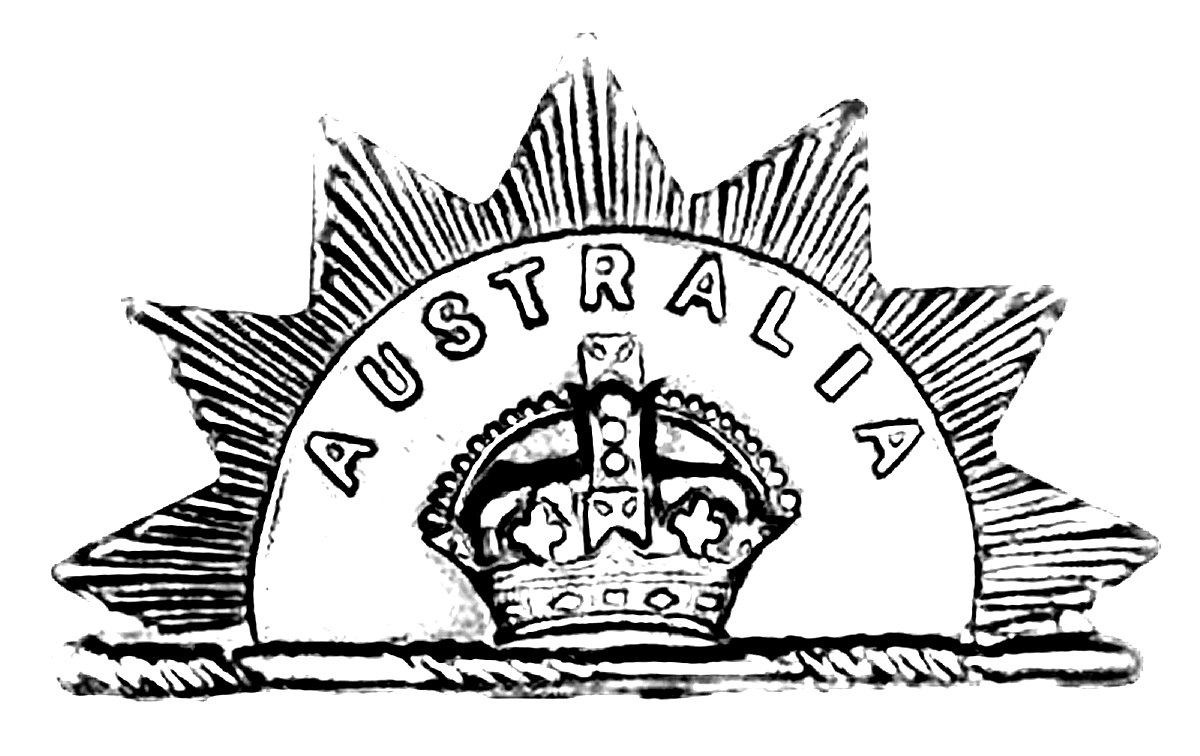
O primeiro padrão de fevereiro de 1902.
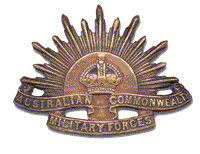
O terceiro padrão usado de 1904 a 1949.
O quinto padrão usado de 1954 a 1969.
O sexto padrão usado de 1969 a 1991 (nunca totalmente emitido).